# Трюк «900»
Трюк «900» — один из трюков скейтбординга, выполняемый в хафпайпе. Во время его выполнения скейтбордист совершает два с половиной оборота в воздухе (900 градусов) вокруг продольной оси и приземляется лицом в противоположную стартовой сторону. Трюк «900» считается одним из самых технически сложных элементов скейтбординга.

## Исполнители трюка
| 1. Тони Хоук, июль 1999 2. Джорджио Заттони, апрель 2004 3. Сандро Диас, май 2004 4. Алекс Перельсон, июль 2009 5. Боб Бёрнквист, первый «900» из стойки фейки, август 2010 6. Тони Хоук, май 2011 7. Митчи Бруско, июль 2011 8. Эллиот Слоан, октябрь 2011 9. Том Шаар, октябрь 2011 10. Зак Роуз, апрель 2012 11. Джонатан Шван, апрель 2013 12. Клэй Креинер, июль 2013 13. Тас Паппас, апрель 2014 14. Ашер Бредшоу, май 2014 15. Эван Дохерти, август 2014 16. Тони Хоук, июнь 2016 |

Существуют мнения, что к 1990 году этот трюк уже исполнялся несколько раз другими скейтбордистами.

## Другие виды спорта
Трюк «900» также присутствует в вело-фристайле (BMX), сноубординге, лыжном фристайле, роликовом и фристайле на самокатах. В лыжном, роликовом фристайле и фристайле на сноуборде трюк «900» не считается сложным элементом. Мэт Хоффман (BMX) был первым человеком, чьё успешное приземление элемента «900» было снято на видео (Канада, 1989 год). В 2002 году на X-Games Хоффман повторил и усложнил трюк, выполнив «900» не держась за руль.